# Élections législatives de 2007 en Guyane
Les élections législatives françaises de 2007 se déroulent les 10 et 17 juin. Dans le département de la Guyane, deux députés sont à élire dans le cadre de deux circonscriptions.

## Élus
| Circonscription | Député sortant                            | Parti | Parti   | Député élu ou réélu | Parti | Parti   |
| --------------- | ----------------------------------------- | ----- | ------- | ------------------- | ----- | ------- |
| 1re             | Christiane Taubira                        |       | Walwari | Christiane Taubira  |       | Walwari |
| 2e              | Juliana Rimane suppléant de Léon Bertrand |       | UMP     | Chantal Berthelot   |       | PSG     |

## Résultats

### Résultats à l'échelle du département
| Parti                                      | Parti                                                 | Premier tour | Premier tour | Second tour | Second tour | Sièges |
| Parti                                      | Parti                                                 | Voix         | %            | Voix        | %           | Sièges |
| ------------------------------------------ | ----------------------------------------------------- | ------------ | ------------ | ----------- | ----------- | ------ |
|                                            | Parti socialiste guyanais                             | 4 782        | 20,85        | 9 012       | 34,63       | 1      |
|                                            | Walwari                                               | 3 116        | 13,58        | 5 695       | 21,88       | 1      |
|                                            | Les Verts                                             | 1 380        | 6,02         |             |             | 0      |
|                                            | Divers gauche                                         | 226          | 0,98         | 0           |             |        |
|                                            | Gauche parlementaire                                  | 9 504        | 41,43        | 14 707      | 56,51       | 2      |
|                                            |                                                       |              |              |             |             |        |
|                                            | Union pour un mouvement populaire                     | 8 084        | 35,24        | 11 320      | 43,49       | 0      |
|                                            | Majorité présidentielle                               | 8 084        | 35,24        | 11 320      | 43,49       | 0      |
|                                            |                                                       |              |              |             |             |        |
|                                            | Mouvement de décolonisation et d'émancipation sociale | 2 710        | 11,81        |             |             | 0      |
|                                            | UDF–Mouvement démocrate                               | 1 054        | 4,59         | 0           |             |        |
|                                            | Forces démocratiques de Guyane                        | 930          | 4,05         | 0           |             |        |
|                                            | Divers                                                | 363          | 1,58         | 0           |             |        |
|                                            | Front national                                        | 295          | 1,29         | 0           |             |        |
|                                            |                                                       |              |              |             |             |        |
| Inscrits                                   | Inscrits                                              | 62 810       | 100,00       | 62 808      | 100,00      | 2      |
| Abstentions                                | Abstentions                                           | 38 819       | 61,8         | 35 431      | 56,41       |        |
| Votants                                    | Votants                                               | 23 991       | 38,2         | 27 377      | 43,59       |        |
| Blancs et nuls                             | Blancs et nuls                                        | 1 051        | 4,38         | 1 350       | 4,93        |        |
| Exprimés                                   | Exprimés                                              | 22 940       | 95,62        | 26 027      | 95,07       |        |
| Source : Ministère de l'Intérieur - Guyane |                                                       |              |              |             |             |        |

### Résultats par circonscription

#### Première circonscription (Cayenne)
| Candidat       | Candidat                            | Parti          | Premier tour | Premier tour | Second tour | Second tour |  |
| Candidat       | Candidat                            | Parti          | Voix         | %            | Voix        | %           |  |
| -------------- | ----------------------------------- | -------------- | ------------ | ------------ | ----------- | ----------- |  |
|                | Christiane Taubira, sortante réélue | Walwari        | 3 116        | 36,67        | 5 695       | 63,41       |  |
|                | Rémy-Louis Budoc                    | UMP            | 2 012        | 23,68        | 3 286       | 36,59       |  |
|                | Antoine Karam                       | PSG            | 1 429        | 16,82        |             |             |  |
|                | Gil Horth                           | FDG            | 930          | 10,95        |             |             |  |
|                | Jean-Marc Aimable                   | Divers         | 309          | 3,64         |             |             |  |
|                | Jemetre Guard                       | Divers gauche  | 226          | 2,66         |             |             |  |
|                | Armand Achille                      | MDES           | 225          | 2,65         |             |             |  |
|                | Franck Dubos                        | UDF–MoDem      | 196          | 2,31         |             |             |  |
|                | Noël Nemouthé                       | Divers         | 54           | 0,64         |             |             |  |
|                |                                     |                |              |              |             |             |  |
| Inscrits       | Inscrits                            | Inscrits       | 22 318       | 100,00       | 22 318      | 100,00      |  |
| Abstentions    | Abstentions                         | Abstentions    | 13 442       | 60,23        | 12 842      | 57,54       |  |
| Votants        | Votants                             | Votants        | 8 876        | 39,77        | 9 476       | 42,46       |  |
| Blancs et nuls | Blancs et nuls                      | Blancs et nuls | 379          | 4,27         | 495         | 5,22        |  |
| Exprimés       | Exprimés                            | Exprimés       | 8 497        | 95,73        | 8 981       | 94,78       |  |

#### Deuxième circonscription (Saint-Laurent-du-Maroni)
| Candidat       | Candidat                | Parti          | Premier tour | Premier tour | Second tour | Second tour |  |
| Candidat       | Candidat                | Parti          | Voix         | %            | Voix        | %           |  |
| -------------- | ----------------------- | -------------- | ------------ | ------------ | ----------- | ----------- |  |
|                | Léon Bertrand sortant   | UMP            | 6 072        | 42,04        | 8 034       | 47,13       |  |
|                | Chantal Berthelot, élue | PSG            | 3 353        | 23,22        | 9 012       | 52,87       |  |
|                | Fabien Canavy           | MDES           | 2 485        | 17,21        |             |             |  |
|                | Brigitte Wyngaarde      | Les Verts      | 1380         | 9,55         |             |             |  |
|                | Thierry Nelson          | UDF–MoDem      | 858          | 5,94         |             |             |  |
|                | Sylvie Collet           | FN             | 295          | 2,04         |             |             |  |
|                |                         |                |              |              |             |             |  |
| Inscrits       | Inscrits                | Inscrits       | 40 492       | 100,00       | 40 490      | 100,00      |  |
| Abstentions    | Abstentions             | Abstentions    | 25 377       | 62,67        | 22 589      | 55,79       |  |
| Votants        | Votants                 | Votants        | 15 115       | 37,33        | 17 901      | 44,21       |  |
| Blancs et nuls | Blancs et nuls          | Blancs et nuls | 672          | 4,45         | 855         | 4,78        |  |
| Exprimés       | Exprimés                | Exprimés       | 14 443       | 95,55        | 17 046      | 95,22       |  |